# コンドル航空3782便墜落事故
コンドル航空3782便墜落事故（コンドルこうくう3782びんついらくじこ）は、1988年1月2日に発生した航空事故である。シュトゥットガルト空港からアドナン・メンデレス空港へ向かっていたコンドル航空3782便（ボーイング737-230 Advanced）が最終進入中に墜落し、乗員乗客16人全員が死亡した。

## 飛行の詳細

### 事故機
事故機のボーイング737-230 Advanced（D-ABHD）は製造番号22635として製造され、1981年6月15日に初飛行し、同年7月にコンドル航空に納入された。エンジンはプラット・アンド・ホイットニー JT8D-17Aを搭載しており、総飛行時間は19,334時間であった。

### 乗員
機長は48歳の男性で、総飛行時間は6,000時間であり、元はF-104のパイロットであった。
副操縦士は33歳の男性であった。

## 事故の経緯
3782便は副操縦士が操縦桿を握っており、アウターマーカー（無指向性無線標識）へのILSによるアプローチを許可されてアドナン・メンデレス空港の滑走路35に進入するまで何も問題はなかった。3782便のILSは無指向性無線標識を通過した後にオンになったため、同機は旋回に失敗した。パイロットは混乱したまま間違ったILSのサイドビームに従ったため、3782便は空港から10.5海里離れたデュメンテペ・ヒルに激突し、乗員乗客16人全員が死亡した。

## 事故調査
コックピットボイスレコーダー（CVR）の音声によれば、機長は空港への進入中にも副操縦士と話し続けており、その中には任務や仕事の問題とは関係なく副操縦士を批判し、なじり、侮辱し続けるというものも含まれていた。
最終的に、事故原因はパイロットがILSなどの使用法を誤ったことであり、その原因は特に空港への進入時のパイロットの調整や基本的なILSによる飛行手順に関してコンドル航空による手順が順守されていなかったことであると結論付けられた。